# Bâtiment situé 3 rue Jug Bogdanovoj à Niš
Le bâtiment situé 3 rue Jug Bogdanovoj à Niš (en serbe cyrillique : Зграда на Кеју 29. децембра 10-12 у Нишу ; en serbe latin : Zgrada na Keju 29. decembra 10-12 u Nišu) se trouve à Niš, dans la municipalité de Medijana et dans le district de Nišava, en Serbie. Elle est inscrite sur la liste des monuments culturels protégés de la république de Serbie (identifiant no SK 868),,.

## Présentation
Le bâtiment, situé 3 rue Jug Bogdanova a été construit en 1924 pour servir de résidence familiale. Il est indiqué dans certains documents d'avant la Seconde Guerre mondiale que c'était la maison de l'architecte Franz Ptaček, qui, avec Oldrich Adam, a construit de nombreux bâtiments à Niš, y compris le monument sur la place de la Libération en 1937.
Son plan prend la forme de la lettre cyrillique Г et il est constitué d'un simple rez-de-chaussée. La façade sur rue est dotée de six fenêtres géminées surmontées d'une décoration en relief ; la partie centrale de cette façade est couronnée par un attique.